# Зимнее
Зи́мнее (укр. Зи́мне, ст.-укр. Зе́мно, нар. Зі́мно) — село во Владимирском районе Волынской области Украины. Административный центр Зимневской сельской общины.
Население по переписи 2024 года составляет 909 человека. Почтовый индекс — 44752. Телефонный код — 3342. Занимает площадь 2,36 км².

## Достопримечательности

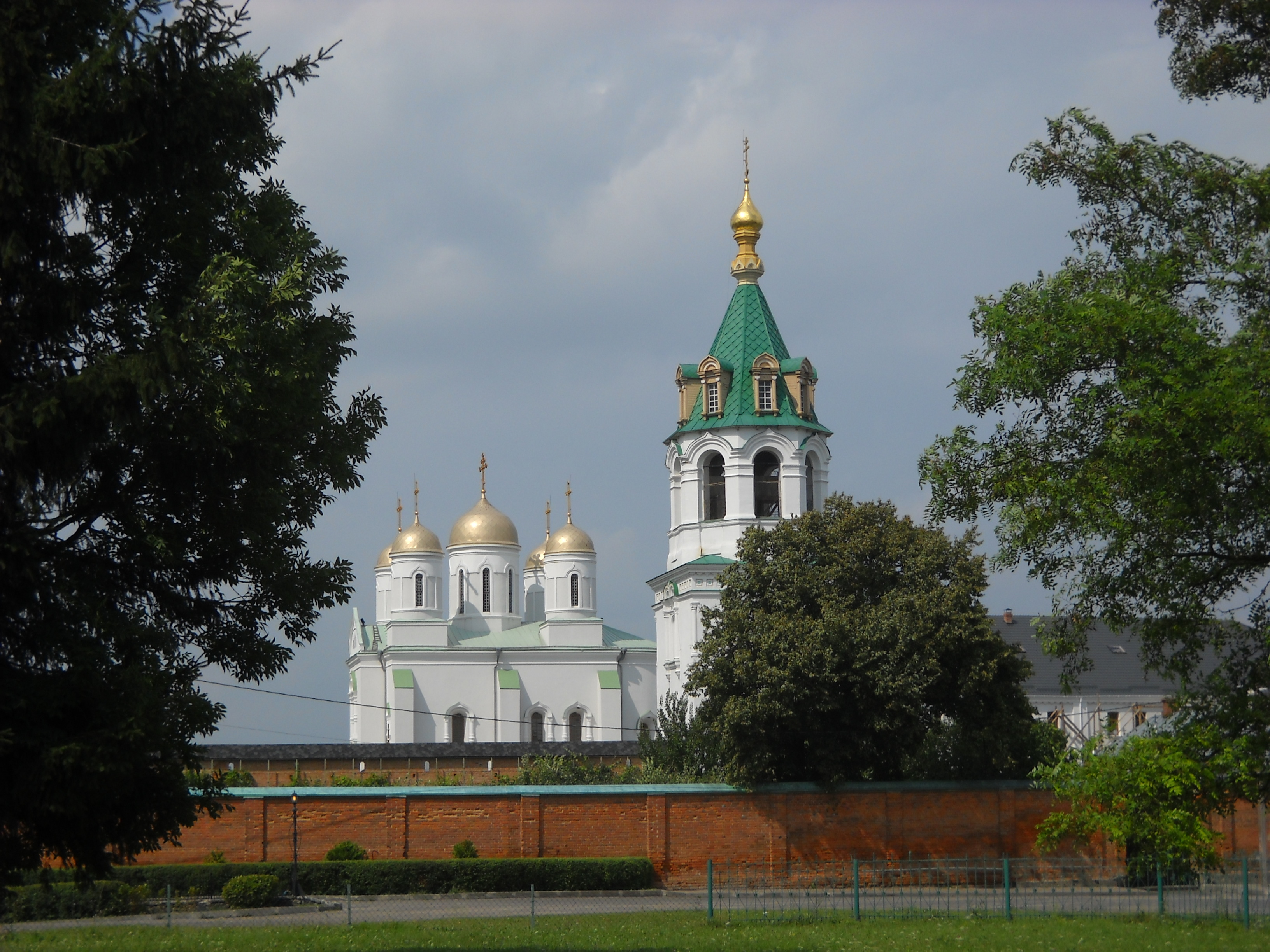
Зимненский монастырь

- Зимненский Святогорский Успенский монастырь — ставропигиальный монастырь Украинской Православной Церкви Московского патриархата (Владимиро-Волынская епархия) размещен на Святых Холмах над речкой Луга возле в нескольких километрах от города Владимира-Волынского, Волынской области на Украине. Старинные предания и летопись относят возникновение обители к концу X — началу XI столетия.
- Памятник князю Владимиру.
- Зимновское городище.